# Javier de Belaunde López de Romaña
Javier Mario de Belaunde López de Romaña (Arequipa, 15 de agosto de 1947) es un jurista y catedrático peruano. Ha participado en importantes comisiones como la CERIAJUS, el Grupo de Trabajo Iniciativa por la Justicia-IJU, y Integrante de la Comisión de estudio de Bases para la Reforma Constitucional. Actualmente es socio principal del Estudio Echecopar y Baker & McKenzie.

## Biografía
Sus padres fueron el político Javier de Belaunde Ruiz de Somocurcio y de Carmela López de Romaña y López de Romaña. Descendiente del general Manuel José Diez-Canseco, y emparentado con Fernando Belaúnde Terry y Eduardo López de Romaña, ambos presidentes de la República. 

### Estudios
Cursó sus estudios en el Colegio de la Inmaculada en Lima.
Ingresa a la Pontificia Universidad Católica del Perú obteniendo el grado de Bachiller en Derecho en 1971, y el título de Abogado en 1973.
Fue becado junto con otros jóvenes estudiantes de derecho de la Pontificia Universidad Católica del Perú, para estudiar en la Universidad de Wisconsin-Madison, gracias a un acuerdo entre la PUC y la universidad norteamericana, con aportes de la fundación Ford. Estos fueron denominados los Wisconsin Boys, que planteaban una revolución educativa en el campo jurídico en el Perú.
En la Universidad de Wisconsin sigue el Programa sobre Enseñanza Legal, Madison (1971-1972).

### Experiencia laboral
- Es socio del Estudio Echecopar desde noviembre de 2006. Socio Fundador del Estudio Javier de Belaúnde Abogados (1977-2006)
- Juez ad hoc en la Corte Interamericana de Derechos Humanos (2002-2003 y 2005-2006)
- Abogado consultor del Directorio del Banco Central de Reserva del Perú-BCRP (2003-2004 y 2005-2006)
- Ha sido designado como árbitro en más de 50 arbitrajes institucionales y ad hoc desde 1996. En 2003 fue designado para integrar el Tribunal Arbitral del caso Luchetti. Reconocido como uno de los 10 árbitros más solicitados del medio (Semana Económica, 2003)

### Experiencia académica
Es Profesor Principal del Departamento de Derecho de la Pontificia Universidad Católica del Perú, tiene a su cargo la cátedra de Personas Jurídicas (desde 1972-a la fecha)
Ponente en diversos congresos nacionales e internacionales sobre temas de su especialidad.
Integrante de los Consejos Consultivos de las Revistas de Derecho: Ius Et Veritas y Themis; Aequitas; Folio Real (Revista Peruana de derecho Registral y Notarial); Scribas (Arequipa).
Especialista en temas de administración de Justicia, Arbitraje, Derecho Constitucional, Derechos Humanos, Negociación y Conciliación, Personas Jurídicas, y Derecho Procesal Civil.
Su práctica legal involucra labor de consultoría jurídica y la participación directa en importantes controversias de todo tipo ante los diferentes tribunales arbitrales y judiciales nacionales. En materia de justicia constitucional, cuenta con experiencia exitosa en toda clase de procesos constitucionales ante el Poder Judicial y del Tribunal Constitucional. Ha participado como árbitro en diversos procesos, en el campo regulatorio, comercial, civil y de contratación con el Estado.

## Publicaciones
Es autor del libro “La reforma del Sistema de Justicia ¿En el camino correcto?”. Lima: Konrad Adenauer Stiftung-Instituto Peruano de Economía Social de Mercado. 2006.
“Algunas propuestas para la reforma del Sistema Judicial Peruano”. Lima, Instituto de Estudios Social Cristianos. 2005.
Participante en la obra colectiva “Código Civil Comentado”, Gaceta Jurídica. 2004. Miembro del Comité Asesor de la obra.
Coautor del libro “Cómo promover la responsabilidad social empresarial en el Perú. Marco legal e institucional”. Lima: Universidad del Pacífico. 2001
Ha publicado múltiples artículos sobre temas vinculados a su especialidad en revistas jurídicas y obras colectivas
Editor del volumen sobre la “II conferencia sobra la Enseñanza del Derecho y el Desarrollo”. Lima, Pontificia Universidad Católica del Perú. 1973.
Editor del libro “Administración de Justicia en América Latina”; Lima, Consejo Latinoamericano de Derecho y Desarrollo, 1984.
Editor del libro “El Tribunal de Garantías Constitucionales en Debate”, Lima, Consejo Latinoamericano de Derecho y Desarrollo y Comisión Andina de Juristas. 1987.